# Christian Olsson
Christian Olsson (Gotemburgo, 25 de janeiro de 1980) é um atleta sueco, campeão olímpico e mundial do salto triplo.
Olsson se tornou interessado pelo salto triplo em Gotemburgo, na sua Suécia natal, durante o Campeonato Mundial de Atletismo de 1995, quando assistiu ao britânico Jonathan Edwards quebrar por duas vezes o recorde mundial desta prova naquele evento. Sete vezes campeão sueco do salto triplo, também competiu nacionalmente no salto em altura.
Teve seu primeiro sucesso internacional em 2001, conquistando a medalha de prata no Campeonato Mundial de Atletismo em Edmonton, Canadá. No Mundial de Paris, em 2003, ganhou sua primeira medalha de ouro internacional, tornando-se campeão mundial com um salto de 17m72 m. Em março de 2004, ele  saltou 17,74m no Campeonato Mundial de Atletismo Indoor, em Budapeste, igualando a marca mundial em pista coberta. Meses depois, em 23 de agosto, nos Jogos Olímpicos de Atenas, teve seu maior momento quando ganhou a medalha de ouro com um salto de 17,79 m, com quatro dos seis saltos de sua série sendo melhores que os do segundo colocado. Este foi seu melhor ano na carreira, vencendo também o jackpot da IAAF Golden League e dividindo o prêmio de US$1 milhão com a velocista bahamense Tonique Williams-Darling.
Nos anos seguintes, Olsson foi bastante afetado por lesões, impedindo resultados de alto nível pelo incômodo que sentia na corrida a toda velocidade para o salto. Só voltou a saltar em grande estilo no Campeonato Europeu de Atletismo de 2006, em Gotemburgo, sua cidade natal, quando ganhou  o ouro com um salto de 17,67 m. No ano seguinte, outra lesão o tirou das competições e não pode participar de Pequim 2008.
Em 2012 Olsson acabaria por finalizar a sua carreira, preenchida de lesões, já não participando nos Jogos Olímpicos.